# Gilraen
Gilraen er en fiktiv person fra J. R. R. Tolkiens univers om Ringenes Herre. 
Hun blev født i år 2907 i den Tredje Alder som datter af Dírhael og Iworwen. I år 2929 blev hun gift med Arathorn 2. på trods af hendes far Dírhael protester. Han mente at hun var for ung til at blive gift og han forudså at Arathorn, snart ville blive høvding, men at han ikke ville blive gammel. Men Gilraens mor forudså at hvis de blev gift ville et nyt håb blive født. 
Efter de havde været gift et år blev Arathorns far Arador dræbt af bjergtrolde. Ararthorn efterfulgte ham som Dúnedainernes høvding. 
Deres eneste barn, Aragorn blev født i 2931. Da Aragorn var to år gammel blev Arathorn dræbt af en orkpil. Gilraen rejste med Aragorn til Kløvedal hvor hun boede til 2954. Efter dette rejste hun tilbage til sin families hjem. Hun så kun sjældent sin søn da han rejste rundt i fjerne lande. 
Aragorn besøgte sin mor kort før hendes død i 3007. Hendes sidste ord til ham var "Ónem i-Estel Edain, ú-chebin estel anim" hvilket oversættes til "Jeg gav Dúnedainerne håb, selv har jeg intet tilbage"